# Pomnik krowy w Starym Polu
Pomnik krowy – pomnik krowy-rekordzistki zlokalizowany w Starym Polu na Żuławach Wiślanych. W okresie Polski Ludowej stanowił symbol dynamicznego rozwoju hodowli bydła na tych terenach.

## Historia
Był to pierwszy w Polsce pomnik krowy, a przedstawia zwierzę czystej rasy holenderskiej, będące w dobie powstania pomnika rekordzistką hodowli miejscowego Wojewódzkiego Ośrodka Postępu Rolniczego. Dawała 7000 kilogramów mleka o zawartości tłuszczu 4,88% rocznie. Idea postawienia pomnika zrodziła się w 1978 w kręgach pracowników tutejszego WOPR. Pomysłodawcą akcji był ówczesny dyrektor ośrodka – inżynier Arkadiusz Rybak. Autorem monumentu był Jan Kamiński, student Wydziału Rzeźby Akademii Sztuk Pięknych z Gdańska. Dzieło wykonał jako pracę dyplomową, wykorzystując szkielet drewniany, obłożony matą z włókna szklanego, wykończonego żywicą epoksydową i farbą. 
Po 1989 obok krowy ustawiono pomnikowy egzemplarz ciągnika Ursus. Pomnik jest popularnym celem wycieczek szkolnych, zwiedzających pobliski zamek w Malborku.